# Lucha Reyes
Lucila Justina Sarcines Reyes, più nota come Lucha Reyes, (Lima, 19 luglio 1936 – Lima, 31 ottobre 1973), è stata una cantante peruviana e una delle più rispettate interpreti del suo paese, una delle personalità afro-peruviane più famose del Perù, nonché un simbolo del nazionalismo peruviano sia in Perù che negli espatriati. Era chiamata anche La Morena de Oro del Perú, Edith Piaf Peruana, La Reina de la Popularidad.

## Biografia
Nata in una famiglia povera della capitale, Lima, Lucha Reyes era una di sedici fratelli. La sua famiglia perse il padre Tobias Sarcines, che morì dopo che lei aveva compiuto sei mesi. Lucha trascorse gran parte della sua infanzia lontano dalla sua famiglia e in una casa con altri membri della sua famiglia. Avrebbe in seguito venduto giornali e biglietti della lotteria per sopravvivere. La casa in cui viveva fu infine bruciata e andò a vivere in una chiesa cattolica.
Da bambina, Lucha si esibiva in spettacoli di canto di fronte a famiglie e amici e in uno di questi spettacoli incontrò Pitito Perez, un famoso cantante peruviano dell'epoca. A Perez piaceva la sua voce e la invitò a unirsi a lui in un duo. Il duo si chiamava Lucha y Juan e le avrebbe dato
l'opportunità di essere ascoltata nelle stazioni radio nazionali. Lucha Reyes debuttò alla radio in uno spettacolo chiamato El Sentir de los Barrios (o "The way the Barrio / People Feel") cantando lo standard culturale "Abandonada" di Sixto Carrera, una canzone con testi che a molti ricordavano le sue esperienze sulle strade.
Lucha Reyes ha vissuto una vita molto simile alle canzoni tragiche e col cuore straziato che cantava. Sposò per poco tempo un poliziotto e si rifiutò sempre di dichiarare la ragione per cui il suo matrimonio fosse durato per un breve periodo di tempo. Dopo un po' le fu diagnosticata la tubercolosi e il diabete. Più tardi nella vita, si unì al controverso gruppo musicale Peña Ferrando di Augusto Ferrando (1919-1999), controverso a causa del modo umiliante in cui il leader della band trattava il pubblico del gruppo stesso.

## Arte
Lucha recitò sporadicamente in rappresentazioni teatrali nei dintorni di Lima e in seguito recitò in un film intitolato Una carta al cielo di Salvador Oda, su un ragazzo la cui madre morta (doppiata dalla Reyes) gli parlava. Questo film convinse la Reyes che aveva un futuro nella recitazione. Lucha si esibì in varie parti, vivendo l'arte in stile bohémien e producendo la musica favorita dal governo nazionalista militare, che incoraggiò la diffusione delle espressioni culturali peruviane attraverso i mass media.
Nel 1970, aiutata da Nilo Marchand, direttore dell'etichetta discografica FTA (Fabricantes Te'cnicos Asociados), Lucha registrò il suo più grande successo, Regresa di Augusto Polo Campos, un successo al primo posto a livello internazionale. Sul successo di Regresa incise il suo primo LP e, poco dopo, inizia la sua unica tournée internazionale.

## Ultimi giorni
Il diabete peggiorò e finì col lasciarla cieca. Ad accentuare le sue complicazioni cardiache c'erano una routine ininterrotta di lavoro e un alcolismo furioso che proveniva dal suo ambiente bohémien. Ci sono alcuni che dicono anche che, negli ultimi anni della sua vita, Lucha Reyes era caduta in un vortice di autodistruzione che poteva avere solo una triste fine. Lucha potrebbe aver saputo che la morte era imminente.
Seguita da un pubblico che l'aveva idolatrata nella vita, e volendo chiudere la sua esistenza con un tocco finale, Lucha Reyes chiese al compositore Pedro Pacheco di scrivere Mi Última Canción (La mia ultima canzone), una delle sue registrazioni più toccanti e raccolte, e il 30 ottobre 1973, un giorno prima della sua morte, cantò La mia ultima canzone dal vivo in una nota emittente radiofonica locale con sincere lacrime agli occhi. Il giorno seguente, il 31 ottobre 1973, Lucha Reyes, "La Morena de Oro del Perú" moriva. È sepolta nel "Cimitero dell'Angelo" a Lima.

## Eredità
Lucha Reyes e il gruppo Los Morochucos hanno inserito artisti neri tra i principali interpreti dei generi vals criollo e marinera. Anche se non è per origine una musica afro-peruviana, con parole sapientemente fraseggiate e suonando il vals criollo con accenti leggermente in levare, come se tirassi indietro e spingessi sul ritmo normale. Le Marineras sono canzoni fatte in onore dei marinai che avevano combattuto nella guerra con il Cile e sono suonate con due chitarre e cajón, accompagnate da battiti di mani.
Il vals criollo deriva dal valzer viennese, ma si percepisce in modo abbastanza diverso e ha un carattere lussureggiante e romantico, che viene dal valzer viennese, come le canzoni d'amore. Il vals criollo ha un suono più secco, più sobrio, e mantiene una certa distanza dal suo soggetto. L'aggiunta del cajón alla tradizionale strumentazione di due chitarre servì anche a dare ai vals una dimensione afro-peruviana.
Canzoni come ¿Qué Importa? di Juan Mosto ("Cosa importa?"), con testi come l'ennesimo fallimento è solo una goccia d'acqua nell'oceano per me sono state rese famose da Lucha Reyes e ne hanno fatto qui un'icona nazionale, così come le sue canzoni, ricche di nazionalismo peruviano e orgoglio criollo.
Il giorno 31 ottobre, lo stesso della sua morte, è la "Día de la Canción Criolla" (Il giorno della canzone creola) e viene celebrato in Perù ogni anno.

## Discografia
- El Show de Lucha Reyes
- Cuatro Estrellas Criollas
- Jamás impedirás
- La Morena de Oro del Perú
- Lucha por Siempre....Lucha
- Lucha Reyes "Una Carta al Cielo"
- Mi Última Canción
- Siempre Criolla
- ¡Regresa!....
- Una carta al cielo
- Un rosal divino
- Yo tengo una pena

### Raccolte
- Criollos Inolvidables
- Criollos Inolvidables Vol.2
- Criollos Inolvidables Vol.3
- Regresa: Lucha Reyes, La Morena de Oro del Perú (Music & More, 2010)

## Artisti correlati
- Lucila Campos
- Pepe Torres
- Augusto Polo Campos
- Rafael Amaranto
- Verónikha